# Montesquiu de Lauragués
Montesquiu de Lauragués (occità Montesquieu-Lauragais) és un municipi francès situat al departament de l'Alta Garona, a la regió Occitània.